# Vero Beach South
Vero Beach South ist  ein census-designated place (CDP) im Indian River County im US-Bundesstaat Florida. Das U.S. Census Bureau hat bei der Volkszählung 2020 eine Einwohnerzahl von 28.020 ermittelt.

## Geographie
Vero Beach South grenzt im Norden direkt an Vero Beach und liegt etwa 150 km südöstlich von Orlando. Im Osten von Vero Beach South verläuft der Indian River, ein Teil des Intracoastal Waterways an der Ostküste Floridas.
Der CDP wird vom U.S. Highway 1, den Florida State Roads 60 und 656 sowie von der Florida East Coast Railway durchquert.

## Demographische Daten
Laut der Volkszählung 2010 verteilten sich die damaligen 23.092 Einwohner auf 11.166 Haushalte. Die Bevölkerungsdichte lag bei 861,6 Einw./km². 88,9 % der Bevölkerung bezeichneten sich als Weiße, 5,3 % als Afroamerikaner, 0,4 % als Indianer und 1,6 % als Asian Americans. 2,0 % gaben die Angehörigkeit zu einer anderen Ethnie und 1,7 % zu mehreren Ethnien an. 9,5 % der Bevölkerung bestand aus Hispanics oder Latinos.
Im Jahr 2010 lebten in 26,6 % aller Haushalte Kinder unter 18 Jahren sowie 35,4 % aller Haushalte Personen mit mindestens 65 Jahren. 64,1 % der Haushalte waren Familienhaushalte (bestehend aus verheirateten Paaren mit oder ohne Nachkommen bzw. einem Elternteil mit Nachkomme). Die durchschnittliche Größe eines Haushalts lag bei 2,30 Personen und die durchschnittliche Familiengröße bei 2,82 Personen.
22,4 % der Bevölkerung waren jünger als 20 Jahre, 19,9 % waren 20 bis 39 Jahre alt, 29,4 % waren 40 bis 59 Jahre alt und 28,0 % waren mindestens 60 Jahre alt. Das mittlere Alter betrug 46 Jahre. 48,0 % der Bevölkerung waren männlich und 52,0 % weiblich.
Das durchschnittliche Jahreseinkommen lag bei 41.948 $, dabei lebten 15,4 % der Bevölkerung unter der Armutsgrenze.
Im Jahr 2000 war englisch die Muttersprache von 93,29 % der Bevölkerung, spanisch sprachen 4,22 % und 2,49 % hatten eine andere Muttersprache.